# Adam Zamenhof

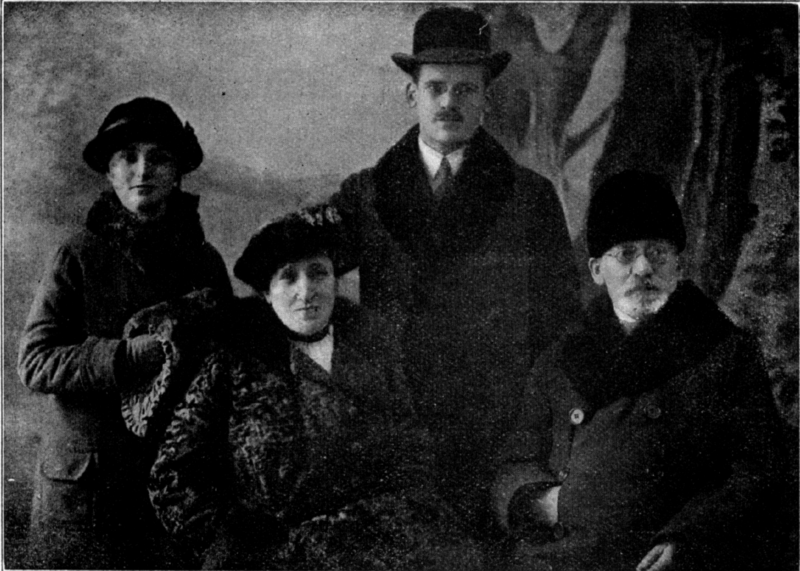
Lidia, Klara, Adam i Ludwik L. Zamenhof

Adam Zamenhof (11 de juny de 1888 – 29 de gener de 1940) va ser un metge polonès d'ascendència jueva, conegut pel seu treball com a oftalmólog, i per ser l'únic fill home de Ludwik Zamenhof, l'iniciador de l'idioma esperanto. Al començament de la Segona Guerra Mundial era el director de l'Hospital Starozakonnych a Varsòvia. Després de la conquesta d'aquesta ciutat per les tropes nazis va ser detingut i executat en el bosc de Kampinos, al costat de Palmiry.
Adam i la seva dona Wanda van ser els pares de Louis-Christophe Zaleski-Zamenhof, l'únic net supervivent del creador de l'esperanto. Era el germà de Zofia i de Lidia Zamenhof.